# Jessie Boucherett
(Emilia) Jessie Boucherett (noviembre de 1825 - 18 de octubre de 1905) fue una activista inglesa que abogó por los derechos de las mujeres.

## Biografía
Nació en noviembre de 1825 en North Willingham, cerca de Market Rasen, Lincolnshire. Su abuelo fue el teniente coronel Ayscoghe Boucherett. Fue educada en la escuela de las cuatro señoritas Byerley (hijas de Josiah Wedgwood, socio de Thomas Byerley) en Avonbank, Stratford-on-Avon, donde también había estudiado la Sra. Gaskell.
La actividad desarrollada por Boucherett en defensa de los derechos de las mujeres se inspiró en la lectura del English Woman's Journal, que reflejaba sus propios objetivos, y en un artículo en la Revista de Edimburgo sobre los problemas de las muchas mujeres 'superfluas' en Inglaterra durante los años intermedios del siglo XIX, un época en que había muchas más mujeres que hombres en la población. 
El 21 de noviembre de 1865, Jessie Boucherett, con la ayuda de Barbara Bodichon y Helen Taylor, propuso la idea de llevar a cabo una reforma parlamentaria con el fin de lograr el derecho del voto para las mujeres, tarea que no fue fácil, siendo necesario realizar numerosas campañas de concienciación y sensibilización.
Con Barbara Bodichon y Adelaide Anne Procter, Boucherett ayudó a fundar la Sociedad para la Promoción del Empleo de la Mujer en 1859. Esta se convirtió en 1926 en la Sociedad para la Promoción de la Formación de la Mujer, que hoy opera como la organización benéfica registrada Futures for Women.
En 1859, Boucherett y Procter se unieron al Grupo Langham Place. Se trataba de un grupo pequeño pero organizado que hizo campaña para mejorar la situación de las mujeres, y estuvo activo entre 1857 y 1866. Boucherett fue promotora del movimiento de sufragio femenino y una firme defensora de la Ley de Propiedad de Mujeres Casadas. Fundó The Englishwoman's Review en 1866, y dirigió la revista hasta 1870, cuando fundó con Lydia Becker el Women's Suffrage Journal.

## Obra
- Consejos sobre la autoayuda para mujeres jóvenes, 1863
- La condición de la mujer en Francia ', 1868
- 'Cómo proveer para mujeres superfluas', en Josephine Butler, ed., Trabajo de las mujeres y cultura de las mujeres, 1869
- 'La posición industrial de la mujer', en Theodore Stanton, ed., The Woman Question in Europe, 1884
- La condición de las mujeres trabajadoras y las leyes de fábrica, con Helen Blackburn, 1896